# Указ предсједника Руске Федерације
Указ предсједника Руске Федерације (рус. Указ Президента Российской Федерации) је највиши подзаконски акт у Русији.
Укази и наредбе (акти) председника Руске Федерације обавезни су за извршење на целој територији Русије. Они не смеју бити у супротности са Уставом Руске Федерације, федералним уставним законима и федералним законима. Укази имају највишу правну снагу након Устава Руске Федерације и федералних закона, представљају подзаконске правне акте.
Акти председника Руске Федерације, који имају нормативни карактер, ступају на снагу истовремено на целој територији државе након седам дана након дана њиховог првог званичног објављивања. Други акти председника, укључујући акте који садрже информације које чине државну тајну или информације поверљивог карактера, ступају на снагу од дана њиховог потписивања. Броју указа који садржи државну тајну додаје се буква с или буква сс у зависности од грифа тајности података садржаних у указу.
Укази често имају и привремени карактер, мада као такви могу задржати правно дејство и дуже вријеме. Они се доносе када о некој правној ствари није донесен одговарајући федерални закон. Предсједник, по правилу, предлаже законски предлог Државној думи како би одговарајући закон био донесен. Уколико одговарајући закон не би био донесен, указ задржава своју законску снагу.
У службеном гласилу — Збирци законодавства Руске Федерације (рус. Собра́ние законода́тельства Российской Федера́ции) — укази предсједника Руске Федерације објављују се у трећем одјељку. Прво се објављују општи (нормативни), а потом појединачни (индивидуални) укази.
Савремени укази председника Руске Федерације имају штриховни код који се користи за унутрашњи документообрат.